# バンブーパーク
バンブーパーク 水辺の楽校（バンブーパークみずべのがっこう）は、徳島県吉野川市山川町の吉野川にある水辺の楽校である。

## 地理
2002年（平成14年）7月に徳島県内では初めてとなる水辺の楽校として開園。他にも徳島県内には東みよし町のぶぶるパークみかもと美馬市の水辺の楽校中鳥川公園、三好市の川崎床固工・川崎水辺の楽校が水辺の楽校の指定を受けている。また同年の手づくり郷土賞（地域整備部門）を受賞している。	
吉野川の8haある河川敷の広大な竹林に、多目的広場（芝生）、イベントステージ、フィールドアスレチック（竹製）などが整備されている。

## 施設
- 施設
  - 多目的広場（芝生）
  - イベントステージ
  - フィールドアスレチック（竹製）
  - トンボ池
  - そり用スロープ
  - 遊歩道（竹と石張）

- 営業時間
  - 4月-9月 - 9時00分-18時00分
  - 10月 - 3月 9時00分-17時00分

## 交通
- JR徳島線阿波山川駅より徒歩約15分。
- 徳島自動車道「脇町インターチェンジ」より車で約35分。